# Финал сезона
Финал сезона — последняя серия сезона телевизионного сериала. Часто это последняя серия, которая будет выпущена в течение нескольких месяцев или дольше, и, как таковая, попытается привлечь зрителей, чтобы продолжить просмотр, когда сериал продолжится.
Финал сезона может содержать концовку клиффхэнгера, которая будет решена в следующем сезоне. Кроме того, финал сезона может привести к концу сюжетных линий, «выходя на максимум» и аналогичным образом сохраняя интерес к возможному возвращению сериала.

## Финал середины сезона
В 2000-х годах термины «финал середины сезона», «осенний финал» или «зимний финал» начали использоваться телевизионными вещательными компаниями в США для обозначения последнего эпизода перед перерывом в середине сезона. Как и в финале сезона, финал середины сезона может включать в себя крупный сюжетный поворот или концовку клиффхэнгера, которая будет решена, когда сериал продолжится. Зимние/осенние финалы часто используются сетями для привлечения внимания и поощрения зрителей таких эпизодов, как событийное телевидение, особенно если они выпадают в ноябрьский период. Практика столкнулась с критикой за влияние на структуру и повествование вещательных телевизионных программ, так как сценаристы могут быть принуждены вещателями размещать клиффхэнгеры и сюжетные повороты в эпизодах в середине сезона, а не позволять сюжету достраиваться до традиционного финала сезона.

## Финал сериала
Последняя серия телесериала часто завершает всю предпосылку шоу, завершая любые сюжетные линии. Иногда финал сезона становится финалом сериала из-за отмены сериала, иногда неожиданно, оставляя сюжетные моменты нерешёнными.

## В спорте
В американском английском языке этот термин эволюционировал, чтобы описать последнее событие спортивного сезона, например, в футболе или мотокроссе, возможно, отчасти из-за их популярности среди телезрителей.